# 伊庭竹緒
伊庭 竹緒（いば たけお、1968年4月28日 ‐ ）は、日本の漫画家。CLAMPの元メンバーで、旧ペンネームは聖りいざ（せい りいざ）。大阪府吹田市出身。血液型はB型。
1992年頃、CLAMPを離れて個人として執筆活動を始める。光文社・白泉社・秋田書店等の少女漫画雑誌で執筆活動を行っている。改名後も『COMBINATION』の執筆は聖りいざのペンネームを使用。

## 代表作
聖りいざ名義
- COMBINATION（光文社）

伊庭竹緒名義
- ギルグリム-転生-（秋田書店、プリンセス・コミックス、全2巻）
- 東京物怪図録（秋田書店、プリンセス・コミックス、全1巻）
- ファントム・コグニション（秋田書店、プリンセス・コミックス、全10巻）
- 黄昏の楽園（秋田書店、プリンセス・コミックス、既刊10巻）

## 画集
- 『COMBINATION F(A/U)N BOOK 聖りいざ』（光文社、2000年9月10日初版第1刷発行）ISBN 4-334-80506-X